# Серцевий напад (гурт)
«Серце́вий На́пад» — український поп-панк гурт. Створений 2004 року в Чернівцях. До гурту входять: Дмитро Рябий «Мітрій» (вокал, бас-гітара), Василь «Бейс» Балахтар (гітара), Денис «Кузя» Кузь (гітара), Михайло «Майкл» Балахтар (ударні). За час свого існування, гурт відвідав такі фестивалі, як Бандерштат, Захід, Тарас Бульба, ШнуROCK, Детонація, Файне місто. Редакція порталу UA ROCK: Музика-Доступна помістила команду на перше місце серед кращих поп-панк формацій України.

## Історія

### Становлення (2004—2006)
Фронтмен гурту «Мітрій» (вокал, бас) народився в Молдові, в місті Рибниця, а його двоюрідні брати Михайло «Майкл» та Василь «Бейс» Балахтарі жили на той час у сусідній Україні. Пізніше вокаліст гурту переїхав з Молдови до Чернівців, почав навчатися в університеті. За декілька місяців створився акустичний проект з кумедною назвою «DOUBLE SOUND», що складався з двох акустик та виступали переважно для студентів факультету іноземних мов на святкуваннях різних свят, позаяк «Мітрій» саме там навчався. З тих усіх спроб створення чогось власного робилися перші демо-записи, які власноруч безкоштовно поширювали серед чернівецької молоді. З часом виникло неймовірне бажання купити музичні інструменти і створити повноцінний гурт. Переконали батьків у потрібності цього, і 1 квітня 2004 року відбулася перша репетиція. Барабанщик вперше сів за барабани, з басистом (див. нижче: «Колишні учасники») познайомилися за 5 хвилин до початку репетиції. На щастя, з часом репетиції почали проходити у гаражі (гараж № 56 в місті Чернівці, в гаражному кооперативі на розі вулиць Червоноармійська та Комарова), де гурт збирався чи не щодня.

### Перший демо та перший студійний альбоми (2007—2009)
Гурт займався, писав пісні, і вже скоро почалися перші виступи. На той час в гурті було 4 учасники. Починалися концерти, потроху ступали на більшу сцену, їздили з концертами в інші міста. Пробували записувати матеріал на невеличких домашніх студіях.
Задля розвитку андеґраунду в рідному місті Чернівці, Дмитром Рябим був започаткований фестиваль шНУРОК.
На початку 2007 року почали визначатися, де б записати альбом. На допомогу прийшли друзі з Рівного, гурт Брем Стокер, які запропонували писатися на їх студії SKA-N-DAL RECORDS за помірну дружню ціну, де колектив писав свій перший демо-альбом до кінця року. Альбом «Дорослі діти» вийшов 13 грудня 2007 року, та, на жаль, був неофіційним, адже важко було знайти лейбл, тому перший CD вони просто виклали в інтернет, щоб люди могли вільно завантажувати пісні, приходити на концерти, знаючи тексти і пізнаючи музику.
У 2008 році сталися деякі зміни. З гурту пішов гітарист Василь. «Мітрій» (вокал, бас) та «Майкл» (ударні) скооперувалися з гітаристами гурту Н-44 (Луцьк). Перші місяці в гурт не вірили, прогнозували кінець. На щастя, все вийшло навпаки, в новому складі гурт набув нового, свіжого, насиченого звучання. Навесні 2009 року гурт покидає барабанщик «Майкл», мотивуючи своє рішення бажанням відпочити від музичного життя. За декілька днів гурт дає в Рівному концерт з новим барабанщиком, Олександром Макарчуком, який ще на самому початку створення гурту грав на бас-гітарі. Зараз колектив наполовину складається з чернівчан, на іншу половину — з лучан, і, на думку самих музикантів, відстань не заважає існуванню гурту, навіть навпаки — стимулює. В червні 2009 року колектив записав свій перший офіційний альбом Golden $hits на київському лейблі «Наш Формат». До альбому також потрапили потрапили деякі з пісень вже неіснуючого гурту Н-44 (частина складу якого нині входить до гурту Серцевий Напад). Також було запущено в ротацію на телеканалах A-ONE, Enter Music, MTV Україна кліп на пісню «Punk Girl», який було відзнято навесні 2009 року.

### Другий студійний альбом «Fight for hope» та подальша творчість (2010—дотепер)
У 2010 році гурт записує свій другий альбом Fight for hope. За версією інтернет-порталу ФаДієз, альбом посів третю сходинку серед найкращих українських альбомів 2010 року.
У 2014 році гурт виклав у вільний доступ міні-альбом з символічною назвою «Прокидайся», який містить дві нові композиції.
8 жовтня 2015 року вийшов сингл «Go Fuck Yourself» та кліп на нього. Сингл увійде до їх третього студійного альбому.
1 квітня 2019 року гурт відсвяткував своє 15-річчя у пабі RePublic (Чернівці), де презентував новий альбом під назвою «Телефонуй!». Після виступу відвідувачі мали змогу придбати лімітовану подарункову версію альбому.

## Учасники гурту

### Поточні учасники
- Дмитро Рябий «Мітрій» — вокал, бас-гітара
- Василь «Бейс» Балахтар — гітара
- Денис «Кузя» Кузь — гітара

### Колишні учасники
- Артем Препелиця — гітара
- Андрій Серебрянський — гітара
- Олександр Вітик — ударні
- Олексій Литвин — гітара
- Олександр Макарчук — ударні
- Микола Максимук — клавішні
- Олександр «Кот» Мурзін — соло-гітара[13]
- Артем Жук — клавішні
- Сергій Куріний «MOZART» — 8-бітні клавіші (8bit/keyboards)
- Толя Мазур — труба, клавішні
- Олександр Романов «Бок» — ритм-гітара, бек-вокал
- Фелікс Шустер — скрипка
- Михайло «Майкл» Балахтар † — ударні

## Дискографія

### Студійні альбоми
- Golden $hits (2009)
- Fight for hope (2010)
- Телефонуй! (2019)

### Демо альбоми
- Дорослі діти (2007)

### Міні-альбоми
- Прокидайся (EP) (2014)

### Сингли
- Судний День (2012)
- Go Fuck Yourself (2015)

### У збірках
- Збірка Punk Rock Season (Весна 2007) (Харків, Україна)
- Збірка Что-то другое (Осень 2007) (Росія)

## Музичні відео
- Субкультура (2008)
- Punk Girl (2009)[3]
- Go Fuck Yourself (2015)[10]